# Беренсы
Беренсы и фон Беренсы — русский дворянский род остзейского происхождения.

## История рода
Родоначальником Беренсов был потомственный пивовар Ганзейского города Ростока Ганс Беренс, живший в средине XVII века. Его старший сын Ганс Гинрих в 1653 году, мальчиком 10 лет, приехал в Ригу и положил основание многочисленной семье. В 1691 г он стал ратсгером Рижского магистрата и по должности, согласно указу шведской королевы Гедвиги Элеоноры от 23 ноября 1660 года, получил герб и право на получение дворянства.
В XVIII веке род разделился на три основные ветви: старшую — купеческую и дворянские — Московскую и Лифляндскую. Внук Ганса Гинриха премьер-майор Адам Генрих (1742—1787), владелец пороховых заводов в Обухове на Клязьме 21 апреля 1785 г был возведён в дворянское достоинство Российской Империи. Его потомки в 1791 году были внесены в III часть дворянской родословной книги Московской губернии и в 1853 году — во II часть дворянской родословной книги Ярославской губернии. Герб Беренса внесён в Часть 13 Общего гербовника дворянских родов Всероссийской империи, стр. 167 (Николай Кондратьевич с сыном Николаем).
30 марта 1786 года правнук Ганса Гинриха, поручик Мельхиор Готфрид Беренс, владелец имения Фегезакгольм Лифляндской губ., был по чину возведен в дворянское достоинство Российской Империи, а в 1795 г. внесен в губернскую родословную книгу. 17 января 1797 г. его вдова с потомством были причислены к Лифляндскому Рыцарству и занесены в матрикул под № 247, как род «фон Беренс из дома Зельговски». Эта линия владела имениями в Веденском уезде Лифляндской губернии и в Тукумском уезде Курляндской губернии.
Иван Беренс «за верность и военные заслуги» получил дворянство и герб в 1669 году от курфюрста Бранденбурга Фридриха Вильгельма I. Впоследствии, состоя инженер-полковником польской службы, на основании Сеймового постановления 1683 года, возведён в польские дворяне.

## Описание герба
В серебряном ноле медведь в короне, поднявшийся на дыбы, вправо.
В нашлемнике два орлиных крыла, между коих созвездие медведицы. Намёт чёрный с серебряным подбоем. Герб Беренс внесён в Часть 1 Гербовника дворянских родов Царства Польского, стр. 59.

## Известные представители рода
- Беренс, Александр Иванович (1825—1888) — профессор военной истории и стратегии Николаевской академии Генерального штаба; генерал-майор, член Военного ученого комитета Главного штаба[2].
- Беренс, Виктор Иванович (1814—1884) — математик, учился в Николаевской инженерной академии, по окончании курса был преподавателем Константиновского училища, а затем преподавал математику в Военно-инженерной академии[3].
- Беренс, Евгений Андреевич (1809—1878) — русский адмирал, кругосветный путешественник
- Беренс, Евгений Андреевич (1876—1928) — морской офицер, участник гражданской войны, командующий красным флотом.
- Беренс, Михаил Андреевич (1879—1943) — морской офицер, участник Гражданской войны, командующий черноморским флотом белых;
- Беренс, Николай Генрихович (1862—1921) — российский военный деятель, полковник.
- Беренс, Рейнгольд (1745—1823) — российский врач и естествоиспытатель; доктор медицины.